# Pajala kommun
Pajala kommun er en svensk grænsekommune i Norrbottens län. Kommunen er beliggende i landskabet Norrbotten og Lappland. Befolkningen er af samisk, finsk og svensk herkomst.

## Større byer
- Junosuando
- Kangos
- Korpilombolo
- Muonionalusta
- Tärendö
- Pajala

67°11′00″N 23°22′00″Ø / 67.1833°N 23.3667°Ø